# 愛河里花子
愛河里花子（日语：／ Aikawa Rikako，1967年10月7日—），本名川添菜穗美（日语：／ Kawazoe Nahomi），日本女性配音員、演員。出身於神奈川縣。身高152cm。O型血。

## 簡介
原屬大澤事務所，2009年11月起現在所屬Atomic Monkey。神奈川縣立橫濱翠嵐高等學校畢業。童星出身。
舊藝名有川添、神無月。本名川添菜穗美（日語： ()〈舊夫姓：岩田（いわた）〉）。前夫為同樣童星出身的同行聲優岩田光央。
為人熟悉的代表配音作有遊戲改編長壽動畫系列《神奇寶貝》的傑尼龜、可達鴨、六尾、巴大蝶和其他多數的寶可夢、除了長壽動畫之外，有《時間飛船24》的皮可波、《見習神仙 秘密的心靈》的哈哈喬、《齊木楠雄的災難》齊木楠雄的媽媽〈齊木久留美〉、《企鵝的問題》系列的高橋夏洛特、《怪傑佐羅利》的伊豬豬、《哈姆太郎》系列的Abbie Wong、《熱帶雨林的爆笑生活》的哈雷、《我們這一家》的水島太太及《蕃茄十勇士》主角蕃茄超人等。

### 人物、特色
愛河里花子自7歲（1974年）的時候，加入日本兒童劇團參加舞台表演投入演藝界，1987年移籍Group知更鳥。1990年以電視動畫《幸福的三丁目》聲演主角三郎成為配音出道作。2010年自行就任理事長，成立NPO法人「聲與未來」。目前從事山梨學院大學附屬小學的音效指導講師。
除了從事配音工作之外，並積極參加舞台公演。配音出道以來，大多為少年（善長活潑奔放型）、少女、中年和老年女性獻聲。1997年由任天堂遊戲改編電視動畫《神奇寶貝》開播之後，擔任傑尼龜或可達鴨等神奇寶貝班底的配音，在那之後也經常不同的神奇寶貝獻聲。不僅如此，2008年的另一部電視動畫《卡片鬥士 CARDLIVER翔》就曾經一個人聲演五個角色。
擁有空手道二段實力，因此曾獲得連續3年優勝的成績。特長是繞口令，曾經在TOYOTA汽車「FunCargo」擔任15秒電視廣告旁白（字數總共有194個，平均1秒讀13個字）。也因此在電視動畫《神奇寶貝》的片尾主題曲「神奇寶貝緊張刺激的接力賽」擔任主唱，還有在綜藝節目《森田一義時間笑一笑又何妨！》的繞口令單元出演。後來從事聲優養成學校的講師時也將這項特長作為基礎傳授給後進新人，因此在聲優業界獲得獨特的地位。
此外，高中時期，她曾經考慮是否繼續升學或高中畢業之後決定去當演員，決定的結果最後選擇當演員。
與同行岩田光央結婚之後，曾在《百變金剛：重機械系列》、《可愛小水滴 啊哈☆》等電視動畫系列夫婦兩人一起共演。還有，2016年播出的《齊木楠雄的災難》兩人一起飾演主角齊木楠雄的父母。
1999年，愛河自身的獨唱專輯《毒氣》發行時，由於6首歌曲中有3首的歌詞內容描寫過於偏激，因此被唱片倫理委員會要求下架。另外，同名專輯的第1首收錄歌曲「救世主」有山寺宏一、金井美香、林原惠等人參與。
私生活方面。2006年1月17日生下一個兒子。並在產休期間，曾請前輩野澤雅子代替聲演《怪傑佐羅利》的次要角色伊豬豬。有一個弟弟，為廣播節目《岩田光央、鈴村健一Sweet Ignition》的構成作家川添法臣。母親從事小型犬的服飾販售。
2025年3月29日，宣佈離婚。

### 交友關係
與小櫻悅子、遠藤美彌子3人都是業界的好友，在1991年電視動畫《蕃茄十勇士》播出期間，曾與一起在同名動畫合作的小櫻、遠藤、深居（田中）4人一起組搖滾樂團『Sabo Band』（愛河里花子擔任貝斯，深居、遠藤、小櫻3人依序分別擔任吉他、鼓手、鍵盤手）。並與在《神奇寶貝》動畫系列共演的犬山犬子、林原惠，及後輩日高里菜等人交情不錯。另外，也得到同樣在《神奇寶貝》共演的後輩飯塚雅弓愛戴。

## 演出
粗體字表示主要角色。

### 電視動畫
1990年
- 幸福的三丁目（日语：三丁目の夕日）（三郎）

1992年
- 蕃茄十勇士（1992～1993，蕃茄超人）
- 奧斯宇宙歷險記（日语：スペースオズの冒険）（歐加坦）
- 我們彼此是好朋友吧（日语：眠れぬ夜の小さなお話）
- 緞帶魔法姬（小百合）

1993年
- 麵包超人（花咲かぼうや）
- 小婦人物語 南與喬老師（奈德·巴克）

1994年
- 幸運超人（星人）

1996年
- 天才寶貝（男子B）

1997年
- 超魔神英雄傳（1997～1998，多拉卡米·多多[4]、[5]）
- （女孩子）
- 神奇寶貝（1997～2002，小智的綠毛蟲→鐵甲蛹→巴大蝴、小智的傑尼龜、小智的大鉗蟹、娜姿的凱西、艾莉卡的蔓藤怪、小霞的可達鴨、小剛的六尾、夏伯的九尾、帕皮、小智的拉普拉斯、小建的毛球、小次郎的大食花、金婦的布魯→布魯皇、阿筆的圓絲蛛、阿筆的鐵甲蛹、玉緒、葉越的變隱龍 等）

1998年
- 聖路美娜女學院（日语：聖ルミナス女学院）（鈴吉萌絵）
- 章魚燒小超人（番茄）
- 秀逗博士（ガーゴイル）

1999年
- 伊索世界（火玉小僧）
- 課長王子（田中弦）
- 週刊故事樂園（日语：週刊ストーリーランド）（田中 等）
- 六翼天使之聲（日语：セラフィムコール）（實）
- 無限的未知（法奈·S·篠崎、尼克斯·恰伊普拉帕特）
- WILD ARMS ～Twilight Venom～（日语：ワイルドアームズ トワイライトヴェノム）（吉爾莎）

2000年
- 機巧奇傳希約戰記（希希）
- 捍衛者（鐵惠[6]）
- （ 等）
- 哈姆太郎（2000～2013，哆哆）4系列
- 深藍救兵（淺蔥本、花園堇）

2001年
- 鋼鐵天使2式（卡旺、女術者）
- 熱帶雨林的爆笑生活（哈雷）

2002年
- 我們這一家（水島太太）
- 盜賊王JING（拉姆[7]）
- 花田少年史（町子）
- 週刊神奇寶貝放送局（小霞的可達鴨、火焰鳥 等）
- 魔法咪路咪路（2002～2005，忍鏢／瑞特、小猴子、對手）4系列

2003年
- 新超激力戰鬥車（里昂）
- 貯金大冒險（蘇西）
- 高橋留美子劇場（女婆）
- 哆啦A夢 (大山羨代版)（主持人）
- 惑星奇航（セリエ·シュバリエ）

2004年
- 怪傑佐羅利（2004～2007，伊豬豬）2系列
- 絢爛舞踏祭（寶）
- 決鬥大師Charge（2004～2008，兜丸）2系列
- 名偵探柯南（2004～2020，日高、坂本琢馬、千葉和伸〈少年／幼年時期〉、鏡堂七海）

2005年
- 神奇寶貝超世代（2005～2006，風速狗、小遙的力壯雞〈代替〉、武藏的毒粉蝶〈代替〉、瑞斯的狃拉、善吉的綠毛蟲→鐵甲蛹→巴大蝴、小智的傑尼龜）
- MÄR 魔兵傳奇（布摩、胖普）

2006年
- Keroro軍曹（DASONU☆MARI）
- 怪醫黑傑克21（艾爾）
- 可愛小水滴（日语：ぷるるんっ!しずくちゃん）（2006～2013，鼻血君、黑飴、布朗什夫人）3系列
- 狗狗向前衝（美加）

2007年
- Eleking the Animation（日语：エレキング (漫画)）（出題君 等）
- Over Drive（深澤遙輔〈小時候〉）
- 史上最強弟子兼一（20號）
- D.Gray-man（蜘蛛惡魔）

2008年
- 花漾明星KIRARIN STAGE3（杜娜〈富子〉）
- 出包王女（史特拉）
- 企鵝的問題（2008～2012，高橋夏洛特、拓也、岡本亞歷克斯、羅納德、山田直人的母親 等）4系列
- 神奇寶貝鑽石&珍珠（可達鴨）
- 卡片鬥士 CARDLIVER翔（黑星一、房東）

2009年
- 發現、體驗、我喜歡巧虎！（2009～2010）2系列

2010年
- 銀魂（北大路魯山子）
- 星際寶貝：神奇大冒險 ～最棒的朋友～（客人）
- 哆啦A夢 (水田山葵版)（2010～2020，外星人〈母親〉、女孩子A、狸貓子、小老鼠、導覽機器人、忍者機器人 等）
- 吊帶襪天使（猿猴惡靈）

2011年
- 元氣!! 江古田（日语：ユルアニ?）（友人M、派遣C、妹妹的親友、女子高生B、踊子A、電車女性）
- 日常（第18話預告旁白）
- 神奇寶貝超級願望（2011～2013，小春的哥德寶寶、虎徹的利歐路→路卡利歐、利克、甘尼洋的酷豹、小智的傑尼龜、綠毛蟲→鐵甲蛹→巴大蝴）2系列
- 惡魔阿薩謝爾在召喚你。（校長）

2012年
- 少女與戰車（冷泉久子[8]）
- 向銀河開球（松嶋）

2013年
- LINE TOWN（紅色外星人）

2014
- 卡片鬥爭!! 先導者G（大嬸〈鈴子〉）
- 神奇寶貝XY（2014～2015，粉蝶蟲→粉蝶蛹→彩粉蝶、胖胖哈力）2系列

2015年
- 怪盜Joker (第2期)（留美[9]）
- 見習神仙 秘密的心靈（2015～2018，哈哈喬[10]、北山峰子）
- 新我們這一家（水島太太）
- 星光樂園（2015～2016，托莉蔻、肯特）

2016年
- 齊木楠雄的災難（2016～2018，齊木久留美[11]）2系列 + 完結篇
- 時間飛船24（皮可波、Bokan Brace[12]、 等）
- 神奇寶貝 太陽&月亮（2016～2019，水蓮的球球海獅、卡璞·鳴鳴[13]、詹姆斯的花舞鳥、莉莉艾的六尾、馬瑪內的母親、卡奇〈少年時期〉、成也·大木的六尾、格拉吉歐的月亮伊布、小霞的可達鴨、小智的毒貝比→四顎針龍 等）

2017年
- 點心大冒險（梅杜莎、麥克、布特利、查普的母親、蘑菇）
- 多美卡超救援 DriveHead 機動救急警察（日语：トミカハイパーシリーズ#テレビアニメ）（韋駄天）
- 18if（波魯）
- 偶像時間星光樂園（朵莉可）

2018年
- 龍族拼圖（2018～2020，伊索）

2019年
- KIRA KIRA HAPPY★ 打開吧！見習神仙精靈（娜秋[14]、哈哈喬）
- 賢惠幼妻仙狐小姐（中野的母親）
- 寶可夢 旅途（2019～，小豪的綠毛蟲、小豪的巴大蝴、小豪的卡拉卡拉、小豪的毛球、火箭扭蛋機的喇叭芽 等）

2020年
- 更多！怪傑佐羅利（2020～2021年，伊豬豬[15]）2系列
- Healin' Good ♥ 光之美少女（史密斯太太）

2021年
- 給不滅的你（皮歐蘭[16]）
- MUTEKING THE Dancing HERO（日语：MUTEKING THE Dancing HERO）（沙拉[17]、老鼠）
- BORUTO-火影新世代-NARUTO NEXT GENERATIONS-（伊豆野甘木）
- 世界頂尖的暗殺者轉生為異世界貴族（蜜拉）
- 鬼滅之刃 遊郭篇（荻本屋遣手婆）

2022年
- 泡泡糖忍戰（ダン）
- 給不滅的你 Season2（皮歐蘭）
- 蠟筆小新（甘谷霞）

2023年
- 寶可夢 旅途 目標是寶可夢大師（小霞的可達鴨、小霞的寶石海星、小智的傑尼龜、小智的拉普拉斯）
- 最強陰陽師的異世界轉生記（學園長）
- 海螺小姐（河豚田鱈男〈2代〉[18]）

2024年
- 失憶投捕（圭的母親[19]）

### OVA
1992年
- 夜不成眠的小故事（日语：眠れぬ夜の小さなお話）

1994年
- ！（二郎）
- ！1、2、3（ラドン、二郎）

1995年
- 魔鬼教師方程式（日语：腐った教師の方程式）（麗奈）
- 神秘的世界（ナハト）
- 彌涅耳瓦公主（K2）

1996年
- 寶魔獵人萊姆（日语：宝魔ハンターライム）（強盗）

1998年
- 皮卡丘的歡樂聖誕（傑尼龜、可達鴨、六尾）

1999年
- 櫻花大戰 轟華絢爛（玉梓子）
- 皮卡丘的歡樂聖誕2000（傑尼龜、可達鴨、六尾）

2000年
- 皮卡丘的歡樂聖誕2001（可達鴨）
- 無限的未知Light（法奈·S·篠崎 等）

2002年
- 熱帶雨林的爆笑生活Deluxe（哈雷）
- 哈姆太郎的生日 ～尋找媽媽 三千走走～（Abbie Wong）

2003年
- 熱帶雨林的爆笑生活Final（哈雷）
- 哈姆好友的尋寶大作戰 ～哈姆哈！美好的海邊暑假～（Abbie Wong）

2004年
- 哈姆好友與彩虹王國的王子殿下 ～世界第一的寶藏～（Abbie Wong）
- 哈姆好友的目標！哈姆哈姆金牌 ～跑吧！跑吧！大作戰！～（Abbie Wong）
- 夏色的砂時計（川村真魚）

2006年
- 機動戰士鋼彈SEED ASTRAY（8）

2008年
- 柳瀨嵩童話劇場（日语：やなせたかしメルヘン劇場）

2011年
- ！（地上女）

2013年
- 侵略!! 花枝娘（嵐山悟郎的母親）[注 1]

### 電影動畫
1997年
- 橡子的家（日语：どんぐりの家）（清）

1998年
- 劇場版 神奇寶貝：超夢的逆襲（小霞的可達鴨、小智的傑尼龜、小剛的六尾、甜幕的九尾）
- 皮卡丘的歡樂假期（小霞的可達鴉、小智的傑尼龜）

1999年
- 劇場版 神奇寶貝：夢幻之神奇寶貝 洛奇亞爆誕（小霞的可達鴨、小智的傑尼龜、小建的毛球、火焰鳥）
- 皮卡丘的探險隊（小霞的可達鴨、小智的傑尼龜）

2000年
- 劇場版 神奇寶貝劇場版：結晶塔的帝王（小剛的六尾）
- 皮丘與皮卡丘（小霞的可達鴨）

2001年
- 加油！胖虎!!（你在尋找什麼）
- 劇場版 哈姆太郎：哈姆哈姆樂園大冒險（Abbie Wong）
- 哆啦A夢：大雄與翼之勇者（貴婦人[20]）
- 皮卡丘的心跳捉迷藏（小霞的可達鴨）
- 大都會（飛飛[21]）

2002年
- 劇場版 哈姆太郎：哈姆哈姆哈姆迦！夢幻的公主（Abbie Wong）
- 哆啦A夢：大雄與機器人王國（歐拿貝[22]）
- 帕盧姆之樹（巴倫）
- 皮卡皮卡的星空露營（小霞的可達鴨）
- 名偵探柯南：貝克街的亡靈（江守晃[23]、女性客）

2003年
- 劇場版 我們這一家[[[Wikipedia:格式手册/链接#章節|錨點失效]]]（水島太太）
- 劇場版 哈姆太郎：哈姆哈姆大獎賽！極光谷的奇蹟（Abbie Wong）
- 哆啦A夢：大雄與風之使者（天吉[24]）

2004年
- 劇場版 哈姆太郎：哈姆太郎與不可思議的圖畫本高塔（Abbie Wong）

2006年
- 盜夢偵探（柿本信枝）

2009年
- 劇場版 企鵝找麻煩：幸福的青鳥（高橋夏洛特）

2010年
- 你看起來很好吃（哈特〈幼龍時期〉）
- 劇場版 3D我們這一家：超能力花媽[[[Wikipedia:格式手册/链接#章節|錨點失效]]]（水島太太）

2011年
- 蠟筆小新：黃金間諜大作戰（醋拌檸檬）

2012年
- 劇場版 怪傑佐羅利：大·大·大·大冒險！（伊豬豬）
- 哆啦A夢：大雄與奇蹟之島 ～動物歷險記～（斯卡伊）
- 神奇樹屋（女子）
- 美洛耶塔的閃亮音樂會（傑尼龜、可達鴨）
- 柳瀨嵩劇場：春之笛（日语：やなせたかしシアター#ハルのふえ）（猴子）

2013年
- 劇場版 怪傑佐羅利：守護恐龍蛋（伊豬豬）
- 哆啦A夢：大雄的秘密道具博物館（波波恩）
- 劇場版 光之美少女 All Stars New Stage2：心之朋友（古萊魯）

2014年
- 劇場版 光之美少女 All Stars New Stage3：永遠的朋友（古萊魯）
- 皮卡丘，這是什麼鑰匙？ （鑰圈兒）

2015年
- 劇場版 怪傑佐羅利：宇宙的勇者們（伊豬豬）
- 劇場版 妖怪手錶：閻魔大王與五個故事喵！（貴之的母親）

2016年
- 劇場版 神奇寶貝XY&Z：波爾凱尼恩與機關人偶 瑪機雅娜（小獅獅）

2017年
- 劇場版 見習神仙 秘密的心靈：見習神仙精靈 引發奇蹟吧♪特普露與心跳神仙精靈界！ （笑笑／哈哈喬）
- 劇場版 精靈寶可夢：就決定是你了！（小智的綠毛蟲→鐵甲蛹→巴大蝴、鳳王）

2018年
- 劇場版 精靈寶可夢：大家的故事（迷唇娃）

2019年
- 劇場版 精靈寶可夢：超夢的逆襲 EVOLUTION（小智的傑尼龜、小霞的可達鴨、小剛的六尾）

2020年
- STAND BY ME 哆啦A夢 2（主持人）
- 劇場版 精靈寶可夢：皮卡丘和可可的冒險（古月鳥）

### 網路動畫
2010年
- ！（歌）

2019年
- 齊木楠雄的災難 始動篇（齊木久留美[25]）[注 2]

2021年
- 夢想的花蕾（尼多朗）

2023年
- 帕底亞的課後時光（呆火鱷）

2024年
- 奇奇暑假日記（ちゃんぷるー[26]）

### 遊戲
1997年
- KOWLOON'S GATE -九龍風水傳-（日语：クーロンズゲート）（紅頭3號）

1998年
- 皮卡丘你好嗎（日语：ピカチュウげんきでちゅう）（傑尼龜、綠毛蟲 等）

1999年
- 有朝一日到重疊的未來（日语：いつか、重なりあう未来へ）
- （岡崎真由）

2000年
- （美濃部由香里）

2002年
- 暗雲編年史（席格）
- 夏色的砂時計（川村真魚）

2003年
- （保羅）
- 神奇寶貝頻道 ～和皮卡丘一起！～（傑尼龜、綠毛蟲、可達鴨 等）

2004年
- 怪傑佐羅利 目標！惡戲王（伊豬豬）
- 吉野家（大森明）

2007年
- 史上最強弟子兼一（20號）

2008年
- 任天堂明星大亂鬥X（傑尼龜）
- 企鵝找麻煩 最強企鵝傳說！（高橋夏洛特）

2009年
- 企鵝找麻煩X 天空的7戰士（高橋夏洛特）

2010年
- 機動戰士鋼彈 極限vs.火力全開（日语：機動戦士ガンダム エクストリームバーサス）（8）
- 超能小學生 邦·比太（日语：ド根性小学生ボン・ビー太） 裸頂上太vs（邦·比太）

2013年
- 哆啦A夢：大雄的秘密道具博物館（波波恩）

2014年
- 蠟筆小新：呼風喚雨春日部電影明星！（日语：クレヨンしんちゃん 嵐を呼ぶ カスカベ映画スターズ!）（醋拌檸檬、春日部書店店長）

2018年
- 任天堂明星大亂鬥 特別版（傑尼龜）

### 外語配音

#### 電影
- 灰姑娘的玻璃手機（英语：A Cinderella Story）（費歐娜〈詹妮佛·庫里奇〉 等）
- 王者之劍（馬里克〈羅絲·麥高恩〉）
- 生死格鬥（海倫娜·道格拉斯〈莎拉·卡特〉）
- 第五元素（莉露〈米拉·喬沃維奇〉）※日本電視台版。
- 哈利波特：死神的聖物Ⅱ（灰夫人／海蓮娜·雷文克勞〈凱莉·麥當勞〉）
- 環太平洋（薩沙·凱戴諾夫斯基〈海瑟·多克森（英语：Heather Doerksen）〉 等）
- 波西傑克森：妖魔之海（瑪莎〈奧克塔維亞·斯賓塞〉）
- POKÉMON 名偵探皮卡丘（可達鴨[27]、傑尼龜[28]）
- 伴郎友沒友（英语：The Wedding Ringer）（朵瑞絲·任金斯〈詹妮弗·劉易斯（英语：Jenifer Lewis）〉）

#### 電視影集
- 毋庸置疑（英语：Above Suspicion (TV series)）（金霓）
- 咖啡王子1號店（高恩燦〈尹恩惠〉）
- 歡樂家庭（隆達）
- 愛卡莉（京子）
- 重返犯罪現場（艾碧葛·“艾比”·舒托（英语：Abby Sciuto）〈（寶莉·培瑞特（英语：Pauley Perrette）〉）
  - 重返犯罪現場：洛杉磯（艾碧葛·“艾比”·舒托〈寶莉·培瑞特〉）
- 護士當家（佐伊·巴科〈梅里特·韦弗〉）
- 超自然奇遇（英语：So Weird）（費歐娜·“費”·菲利浦斯〈卡拉·迪莉莎（英语：Cara DeLizia）〉）

#### 動畫
- 聖誕快遞3D（妖精黛博拉）
- 原子小金剛 (2009電影動畫)（Freezer、旁白）
- 長髮公主芭比（Penelope〈Cree Summer〉）
- 變形金剛：重機械系列（Strika、Spark）
  - 變形金剛進化版（Strika）
- 表情符號電影（Smiler〈瑪雅·魯道夫〉[29]）
- 魚樂圈（Clamantha〈Alex Hirsch〉）
- 海底總動員2：多莉去哪兒？（黛比）
- 大力士（英语：Hercules (1998 TV series)）（寧芙）
- 怪獸大學
- 彩虹小馬：友情就是魔法（照片完成）
  - 彩虹小馬：坎特拉女2，彩虹搖滾
- 音速小子
- 時空冒險記（尼克）

### 電視劇
- （朝日電視台）－伊賀山花子
- 小小生命的花朵（富士電視台）

### 電影
- 假面騎士J（貝里的配音）
- 假面騎士世界（日语：仮面ライダーワールド）（貝里的配音）
- 幸福的黃手帕
- 泣虫番長
- REX 恐龍物語
- EAT&RUN（日语：EAT&RUN）（里加子）

### 舞台
- （1992年）
- 特洛西（1993年）
- 伊甸之丘（1994年）
- Dark Side of The Moon（1994年）
- 有藍色彗星的一晚（1994年2月9日－14日）
- 初始的日本 by 佐久Interchange（2004年9月4日、5日）

### 廣播節目
※記號表示說明網路廣播。
- 超魔神英雄傳（大阪放送等），4月以後與西村知道（以前和田中真弓）共同主持（1998年）
- 愛河里花子的腥味廣播（日语：愛河里花子の生臭さラジオ）（大阪放送、日本電台）
- 里花子與美佳子的腥味廣播（大阪放送、日本電台）
- 里花子與美佳子的腥味廣播第2天（日本電台）
- 宮村優子的直球切入吧！（日语：宮村優子の直球で行こう!）（大阪放送、日本電台）
- （大阪放送）－與宮村優子共同主持。一時期間能登麻美子和千葉紗子曾經加入主持。
- 。+！（大阪放送、日本電台）－其他主持人還有宮村優子、福井裕佳梨、藤平留美（日语：藤平るみ）（2004年12月19日起）。
- （TOKYO FM）
- （大阪放送）- 談話對象為中原麻衣。（2006年12月末終了）
- 犬山犬子Mumumu幼稚園（特別嘉賓）※
- The Radio Star 第3回（大阪放送，HiBiKi Radio Station（日语：HiBiKi Radio Station））
- 惡魔阿薩謝爾在召喚你。（第31、32回特別嘉賓）
- 林原惠的Heartful Station（特別嘉賓）
- 林原惠的Tokyo Boogie Night（特別嘉賓）

### CD
- 暮言葉～ 昔歌（與今井雄三（日语：今井ゆうぞう）共同企劃製作的繪本CD）
- CD『水木土火地火土天會計』（大阪放送）
- V-station THE BEST（大阪放送）
- 獨唱CD『毒氣（日语：毒気）』（Victor Entertainment）
- SLAVE&QUEEN（與岩田光央共同在單曲（Victor Entertainment VIDL-30357，1998年9月23日）負責第3首歌曲的主唱）
- 太朗！
- 神奇寶貝緊張刺激的接力賽（日语：ポケモンはらはらリレー）（Media Factory）電視動畫《神奇寶貝》片尾主題曲
- 坐在乘龍背上（Media Factory）電視動畫《神奇寶貝》片尾主題曲
- 怪傑佐羅利（伊豬豬名義）
- 『坊主』（哈雷名義）電視動畫《熱帶雨林的爆笑生活》片尾主題曲
- ！／！（哈哈喬名義）電視動畫《見習神仙 秘密的心靈》片尾主題曲
- ～！／！（哈哈喬名義）電視動畫《見習神仙 秘密的心靈》片尾主題曲

### 廣播劇CD
- 金月真美Story Telling
- 超能奇兵 Soound Edition（箕條晶）
- 超兄貴Show
- LOVELESS（店內大嬸）
- 洛克人千鈞一髮（雷鬼）
- 熱帶雨林的爆笑生活 廣播劇CD1、2（哈雷）
- 手（吉野美央）
- 超魔神英雄傳廣播劇CD系列（多拉卡米·多多）
- 夏色的砂時計 廣播劇CD「即將結束的夏天…」（川村真魚）
- 爆龍戰隊暴連者「爆、常夏、大！[注 3]」
- 話違
- 大爆發
- ！（通信兵、侍女）

### 綜藝節目
- 我們滑稽一族（日语：オレたちひょうきん族）（富士電視台）
- （NHK）
- 森田一義時間笑一笑又何妨！（於繞口令單元出演，富士電視台）

### 廣告
- au（電台）
- NTTdocomo（電台）
- TOYOTA「FunCargo（日语：トヨタ・ファンカーゴ）」
- De Agostini（日语：デアゴスティーニ）
- 東京電力（電台）
- JCB（歌女編）
- 超級娃娃戰士★麗佳
- 茶（電台）
- Mount Rainier
- 大塚製藥SOYJOY（日语：SOYJOY）（電台廣告）
- 日本煙草產業 JTDF 「 街」篇（飾演小狗）
- PURE（HOUSE食品）
- K's Holdings（日语：ケーズホールディングス）
- 公募導覽（日语：公募ガイド）
- Eskimo Pino（日语：Pino (アイスクリーム)）
- Bourbon（日语：ブルボン）（占篇）
- 資生堂
- 飛龍文具
- BOSS Coffee（日语：BOSSコーヒー）（電台 BOSS 7）
- 萬代影視（哈雷小子篇）
- 月刊少年GANGAN（哈雷小子篇）
- 山崎麵包（電台）

### 其它
- hm3（日语：hm3 SPECIAL）（音樂專科社）顏面地獄單元
- 「M-VOICE」（大阪電視台）
- 早安競技場（高橋夏洛特的配音）
  - ！（邦·比太的配音）
- 怪傑佐羅利的宇宙探險大作戰（伊豬豬）SPACE WORLD（日语：スペースワールド）活動影片）
- 怪傑佐羅利我們之間與伊豬豬、魯豬豬的快樂講座會
- 語二人 特別後援
- （／的單元 (旁述)）
- 聲優祭春 ～聲音大響宴·通～
- 知研式知能教育 知能DVD
- 所喬治的日本實話銀行（日语：所さんの日本ジツワ銀行）
- F角色全明星大集合 哆啦A夢&小超人帕門 千鈞一髮!?（少年）
- 企鵝找麻煩X 天空的7戰士店頭PV（高橋夏洛特的配音）
- 爆外出
- 魔法魔法大冒險（日语：マホマホだいぼうけん）
- （廣播劇內其他登場角色的配音）
- ＋！Special DVD

## 腳註

## 外部連結
- Atomic Monkey公式官網的聲優簡介 （页面存档备份，存于） （日語）